# Patrick Denieul
Patrick Denieul, né le 21 septembre 1971 à Châteaubriant, est un écrivain français. Il est notamment l'auteur de livres sur la Bretagne, ses traditions (noces bretonnes, faïence de Quimper, chouchenn...) et ses légendes (mari morgans), ainsi que de romans jeunesse et adultes.

## Belphégor
Passionné par les romans populaires du début du XXe siècle, il mène plusieurs projets autour de la figure de Belphégor, personnage inventé par l'auteur redonnais Arthur Bernède: animations scolaires, scénarisation d'un escape game, écriture d'un feuilleton dans les Infos du pays de Redon, publication du roman Dans l'ombre de Belphégor (2018).